# GNU Radio
GNU Radio — программный инструментарий, предоставляющий разработчикам программно-определяемых радиосистем «строительные блоки», обеспечивающие основные функции цифровой обработки сигналов. Основной разработчик — Эрик Блоссом (англ. Eric Blossom), работает над проектом с 2001 года, финансовую поддержку проекту оказал Джон Гилмор, перечисливший на его создание и развитие $320 тыс.

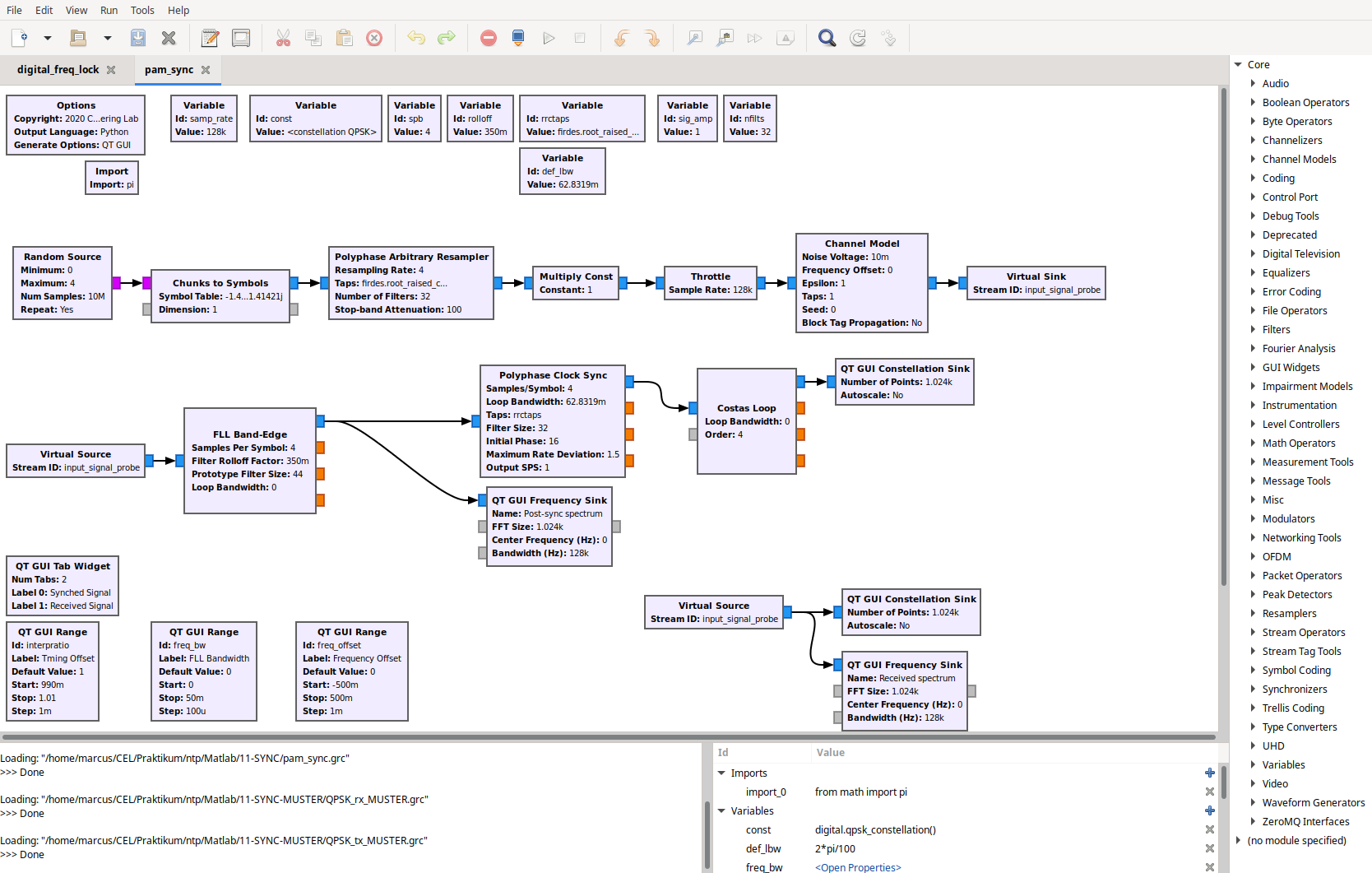
GNU Radio Companion

Программы, создаваемые средствами GNU Radio, представлены как графы потока управления и могут использоваться с внешними устройствами или для создания программных симуляторов. Для программирования можно использовать визуальную среду GNU Radio Companion или библиотеки на C++ и Python.
В мае 2014 года группа энтузиастов, используя GNU Radio, успешно установила связь с космическим аппаратом ISEE-3, который был запущен в 1978 году, успешно закончил свою миссию в 1999 году и с тех пор был законсервирован.